# Loupian
Cet article possède un paronyme, voir Loupiac.
Loupian [lu.pjɑ̃] (en occitan Lopian [lu.'pjan]) est une commune française située dans le sud du département de l'Hérault, en région Occitanie. Elle appartient à la communauté d'agglomération Sète Agglopôle Méditerranée.
Exposée à un climat méditerranéen, elle est drainée par le ruisseau du Pallas, le ruisseau des Coquillades et par divers autres petits cours d'eau. La commune possède un patrimoine naturel remarquable : trois sites Natura 2000 (les « herbiers de l'étang de Thau », l'« étang de Thau et lido de Sète à Agde » et la « plaine de Villeveyrac-Montagnac ») et quatre zones naturelles d'intérêt écologique, faunistique et floristique.
Loupian est une commune rurale et littorale qui compte 2 179 habitants en 2022, après avoir connu une forte hausse de la population depuis 1962. Elle est dans l'unité urbaine de Loupian et fait partie de l'aire d'attraction de Montpellier. Ses habitants sont appelés les Loupianais ou  Loupianaises.

## Géographie

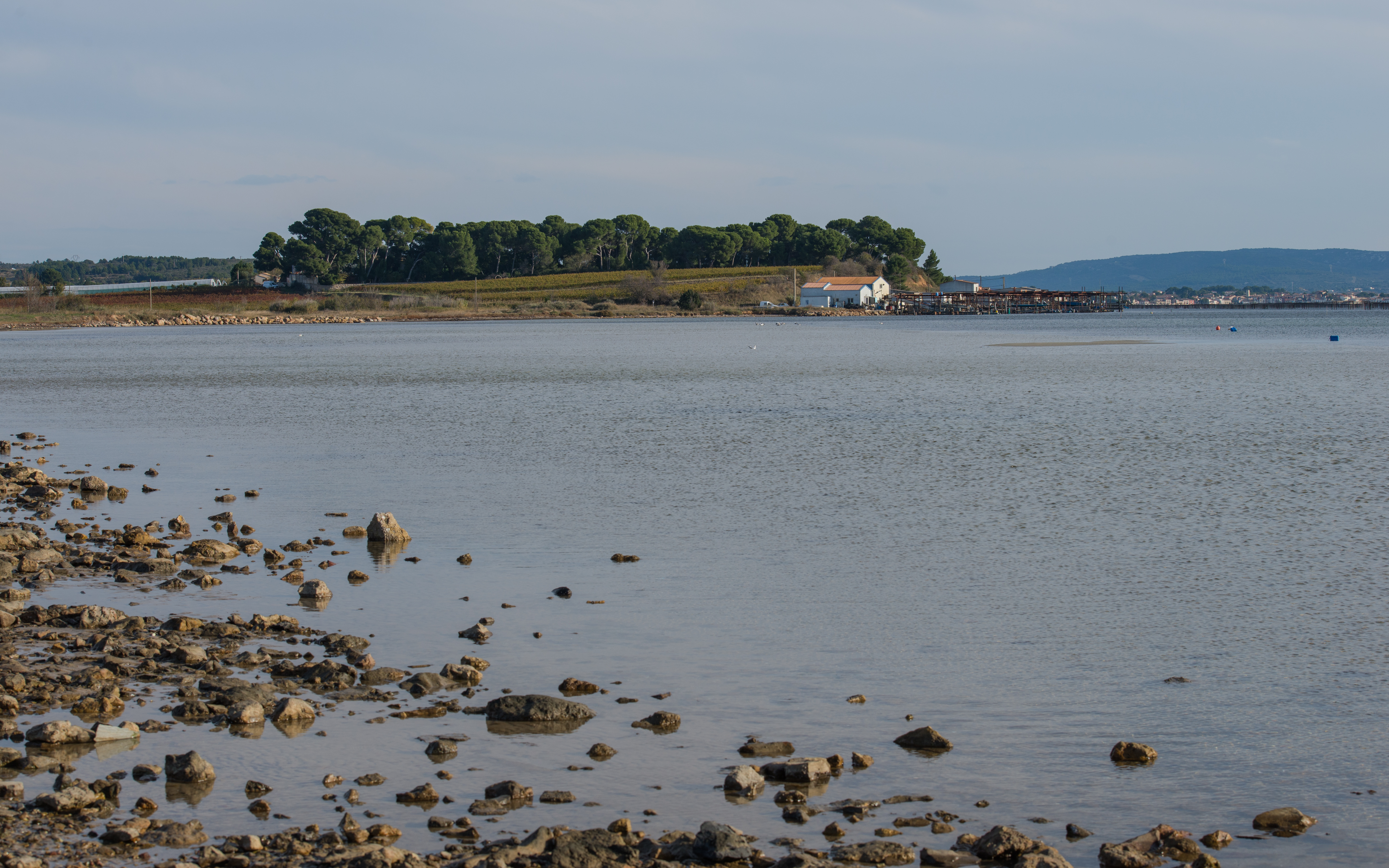
"Saint-Félix" et l'étang de Thau.

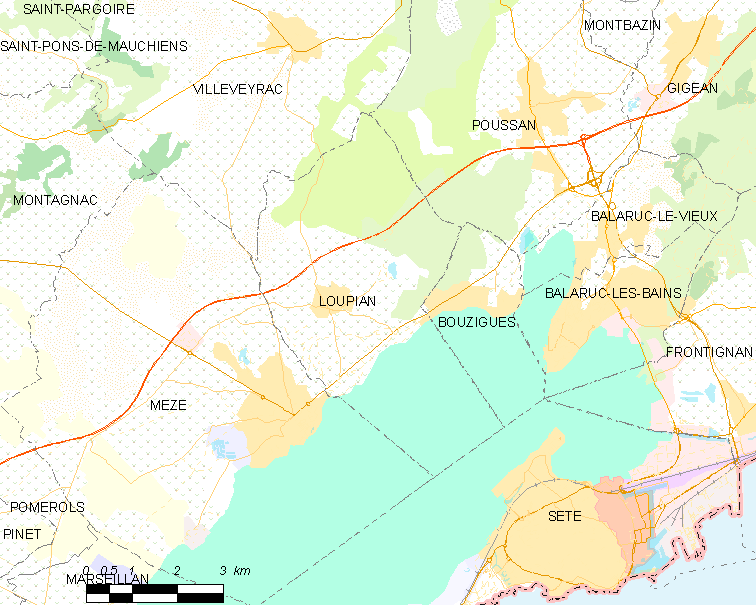
Carte

Loupian est situé entre l'étang de Thau au sud et une zone de vignes et de garrigue au nord.
Le climat est méditerranéen.

### Communes limitrophes
|      | Villeveyrac        | Poussan   |
| Mèze | Loupian            | Bouzigues |
|      | Étang de Thau Sète |           |

### Transports
La commune est desservie par la route départementale RD 613 et l’autoroute A9.

### Climat
Pour des articles plus généraux, voir Climat de l'Occitanie et Climat de l'Hérault.
En 2010, le climat de la commune est de type climat méditerranéen franc, selon une étude s'appuyant sur une série de données couvrant la période 1971-2000. En 2020, Météo-France publie une typologie des climats de la France métropolitaine dans laquelle la commune est exposée à un climat méditerranéen et est dans la région climatique  Provence, Languedoc-Roussillon, caractérisée par une pluviométrie faible en été, un très bon ensoleillement (2 600 h/an), un été chaud (21,5 °C), un air très sec en été, sec en toutes saisons, des vents forts (fréquence de 40 à 50 % de vents > 5 m/s) et peu de brouillards.
Pour la période 1971-2000, la température annuelle moyenne est de 14,8 °C, avec une amplitude thermique annuelle de 16 °C. Le cumul annuel moyen de précipitations est de 713 mm, avec 6,1 jours de précipitations en janvier et 2,4 jours en juillet. Pour la période 1991-2020, la température moyenne annuelle observée sur la station météorologique la plus proche, située sur la commune de Sète à 8 km à vol d'oiseau, est de 15,9 °C et le cumul annuel moyen de précipitations est de 543,4 mm,. Pour l'avenir, les paramètres climatiques de la commune estimés pour 2050 selon différents scénarios d'émission de gaz à effet de serre sont consultables sur un site dédié publié par Météo-France en novembre 2022.

### Milieux naturels et biodiversité

#### Réseau Natura 2000

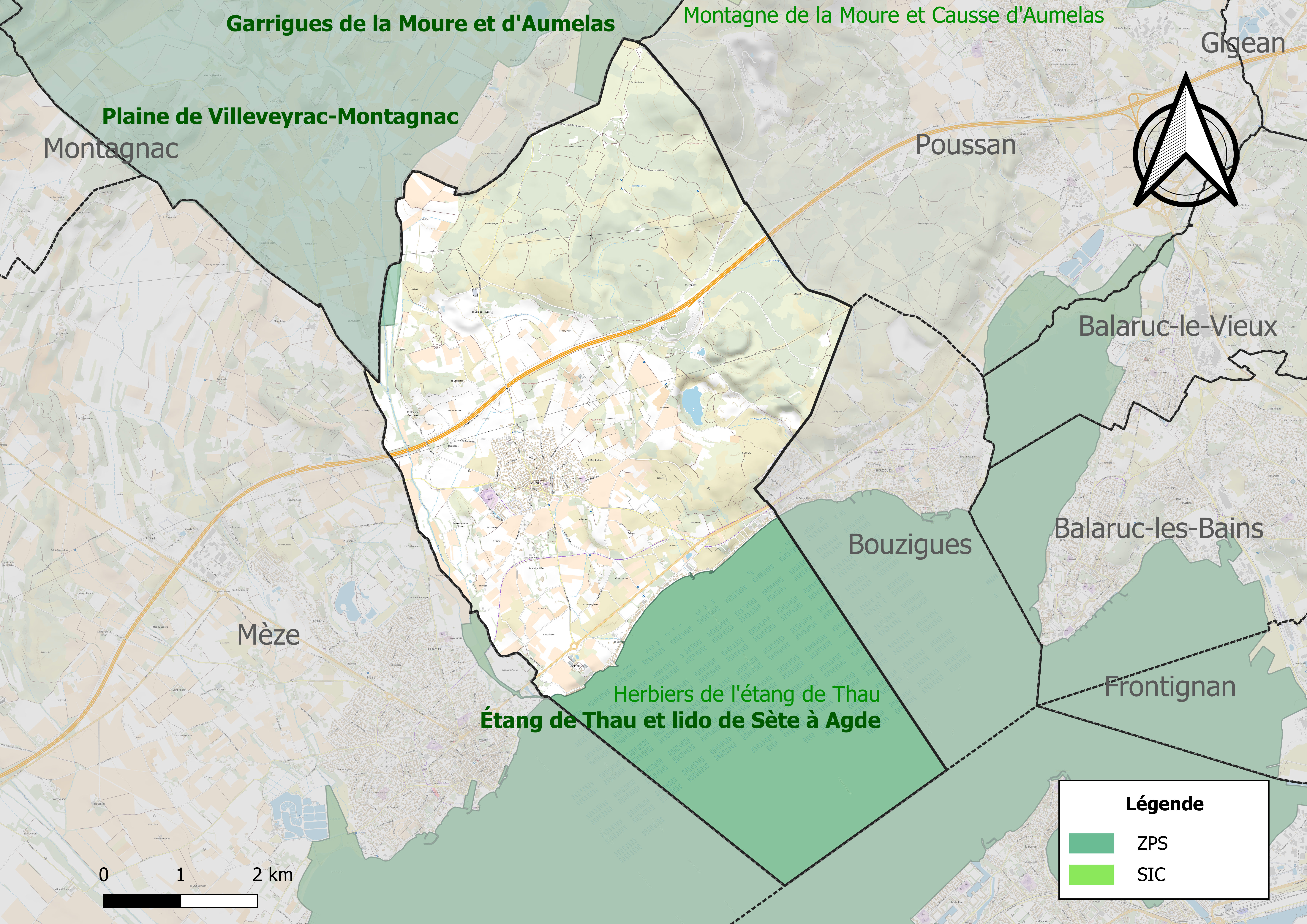
Site Natura 2000 sur le territoire communal.

Le réseau Natura 2000 est un réseau écologique européen de sites naturels d'intérêt écologique élaboré à partir des directives habitats et oiseaux, constitué de zones spéciales de conservation (ZSC) et de zones de protection spéciale (ZPS).
Un site Natura 2000 a été défini sur la commune au titre de la directive habitats :
- les « herbiers de l'étang de Thau », d'une superficie de 8 320 ha, abritant de très vastes herbiers de zostères (Zostera marina et Zostera noltii) en très bon état de conservation[9]

et deux au titre de la directive oiseaux : 
- l'« étang de Thau et lido de Sète à Agde », d'une superficie de 7 770 ha, un site d'accueil et de repos pour une avifaune migratrice et nicheuse particulièrement riche. L'étang est d'ailleurs un site classé d'importance internationale en ce qui concerne le Flamant rose, c'est également une zone d'hivernage pour le Grèbe à cou noir[10] ;
- la « plaine de Villeveyrac-Montagnac », d'une superficie de 5 265 ha, constituée d'une mosaïque de milieux particulièrement favorable à de nombreuses espèces d'oiseaux à forte valeur patrimoniale. Pour certains de ces oiseaux, le Languedoc-Roussillon a une forte responsabilité, accueillant une part importante de leur effectif national : Pie-grièche à poitrine rose, Faucon crécerellette, notamment[11].

#### Zones naturelles d'intérêt écologique, faunistique et floristique
L’inventaire des zones naturelles d'intérêt écologique, faunistique et floristique (ZNIEFF) a pour objectif de réaliser une couverture des zones les plus intéressantes sur le plan écologique, essentiellement dans la perspective d’améliorer la connaissance du patrimoine naturel national et de fournir aux différents décideurs un outil d’aide à la prise en compte de l’environnement dans l’aménagement du territoire.
Une ZNIEFF de type 1 est recensée sur la commune :
l'« étang de Thau » (6 790 ha), couvrant 8 communes du département et trois ZNIEFF de type 2, : 
- le « causse d'Aumelas et montagne de la Moure » (16 237 ha), couvrant 16 communes du département[14] ;
- le « complexe paludo-laguno-dunaire de Bagnas et de Thau » (9 072 ha), couvrant 10 communes du département[15] ;
- la « plaine de Villeveyrac-Montagnac » (5 793 ha), couvrant 5 communes du département[16].

Carte des ZNIEFF de type 1 et 2 à Loupian.
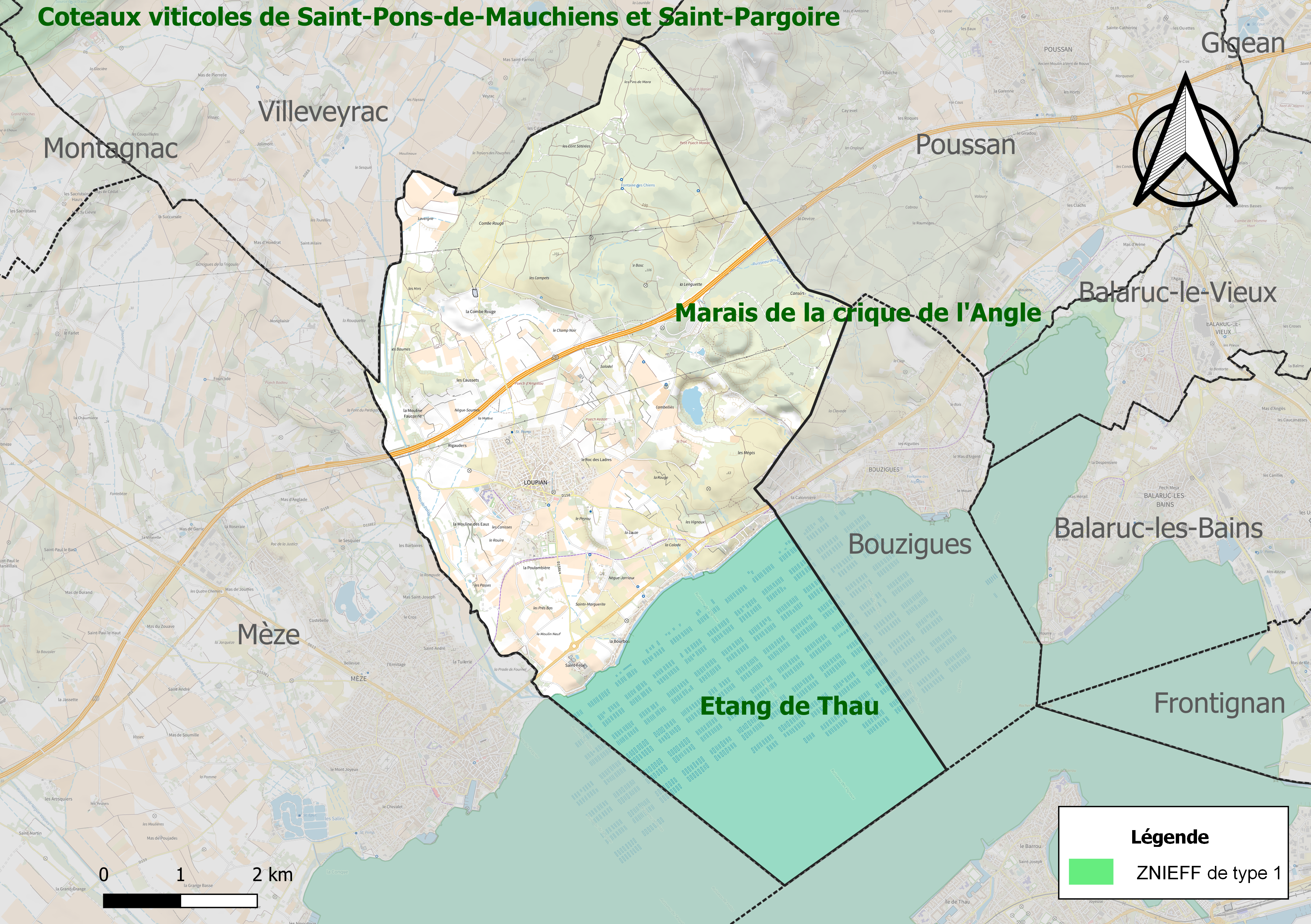
Carte de la ZNIEFF de type 1 sur la commune.
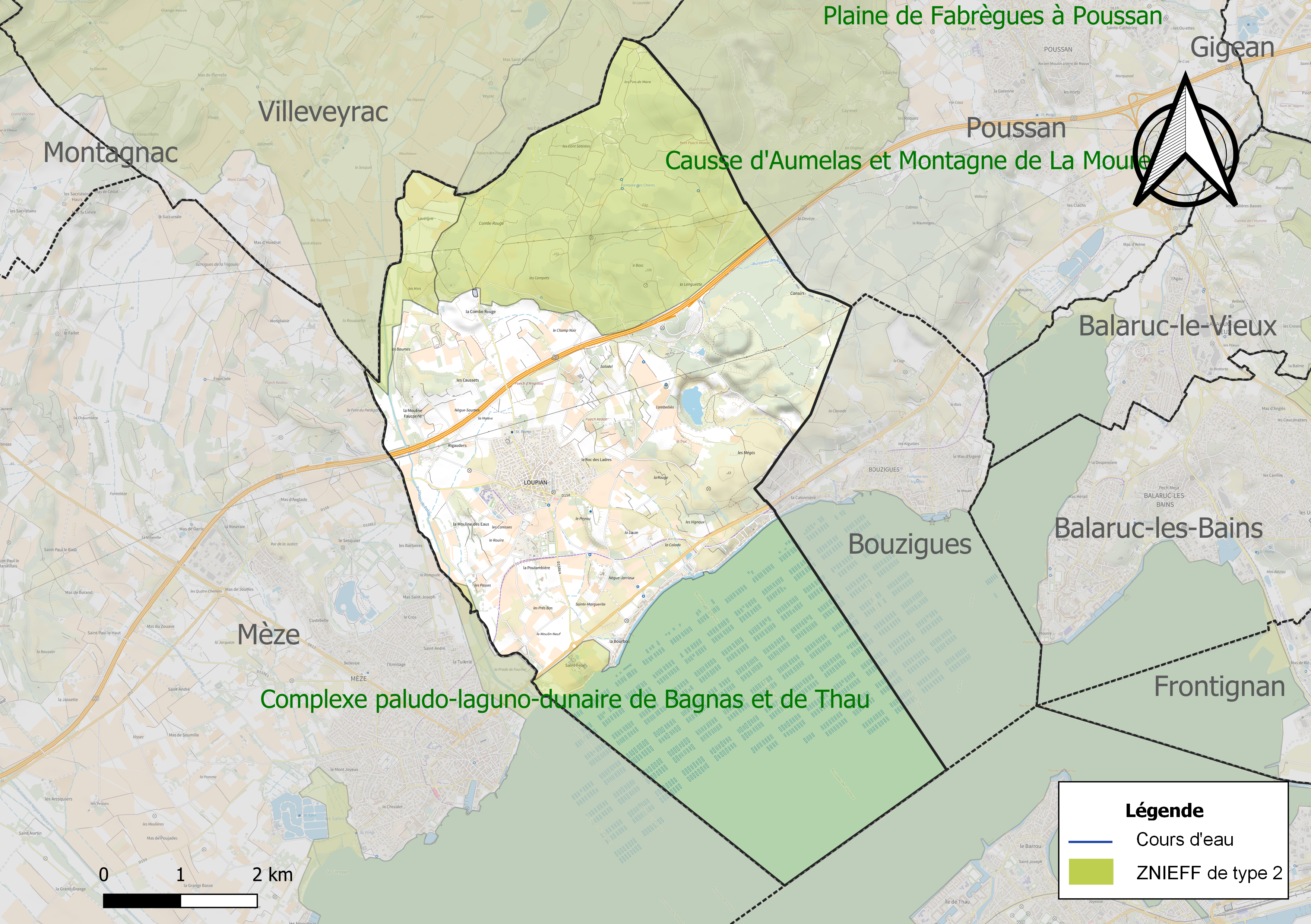
Carte des ZNIEFF de type 2 sur la commune.

## Urbanisme

### Typologie
Au 1er janvier 2024, Loupian est catégorisée bourg rural, selon la nouvelle grille communale de densité à sept niveaux définie par l'Insee en 2022.
Elle appartient à l'unité urbaine de Loupian, une unité urbaine monocommunale constituant une ville isolée,. Par ailleurs la commune fait partie de l'aire d'attraction de Montpellier, dont elle est une commune de la couronne,. Cette aire, qui regroupe 161 communes, est catégorisée dans les aires de 700 000 habitants ou plus (hors Paris),.
La commune, bordée par la mer Méditerranée, est également une commune littorale au sens de la loi du 3 janvier 1986, dite loi littoral. Des dispositions spécifiques d’urbanisme s’y appliquent dès lors afin de préserver les espaces naturels, les sites, les paysages et l’équilibre écologique du littoral, tel le principe d'inconstructibilité, en dehors des espaces urbanisés, sur la bande littorale des 100 mètres, ou plus si le plan local d’urbanisme le prévoit.

### Occupation des sols
L'occupation des sols de la commune, telle qu'elle ressort de la base de données européenne d’occupation biophysique des sols Corine Land Cover (CLC), est marquée par l'importance des forêts et milieux semi-naturels (34,3 % en 2018), en augmentation par rapport à 1990 (30,9 %). La répartition détaillée en 2018 est la suivante : 
cultures permanentes (32,7 %), eaux maritimes (27,8 %), forêts (19 %), milieux à végétation arbustive et/ou herbacée (15,2 %), zones urbanisées (3,7 %), prairies (1,5 %). L'évolution de l’occupation des sols de la commune et de ses infrastructures peut être observée sur les différentes représentations cartographiques du territoire : la carte de Cassini (XVIIIe siècle), la carte d'état-major (1820-1866) et les cartes ou photos aériennes de l'IGN pour la période actuelle (1950 à aujourd'hui).

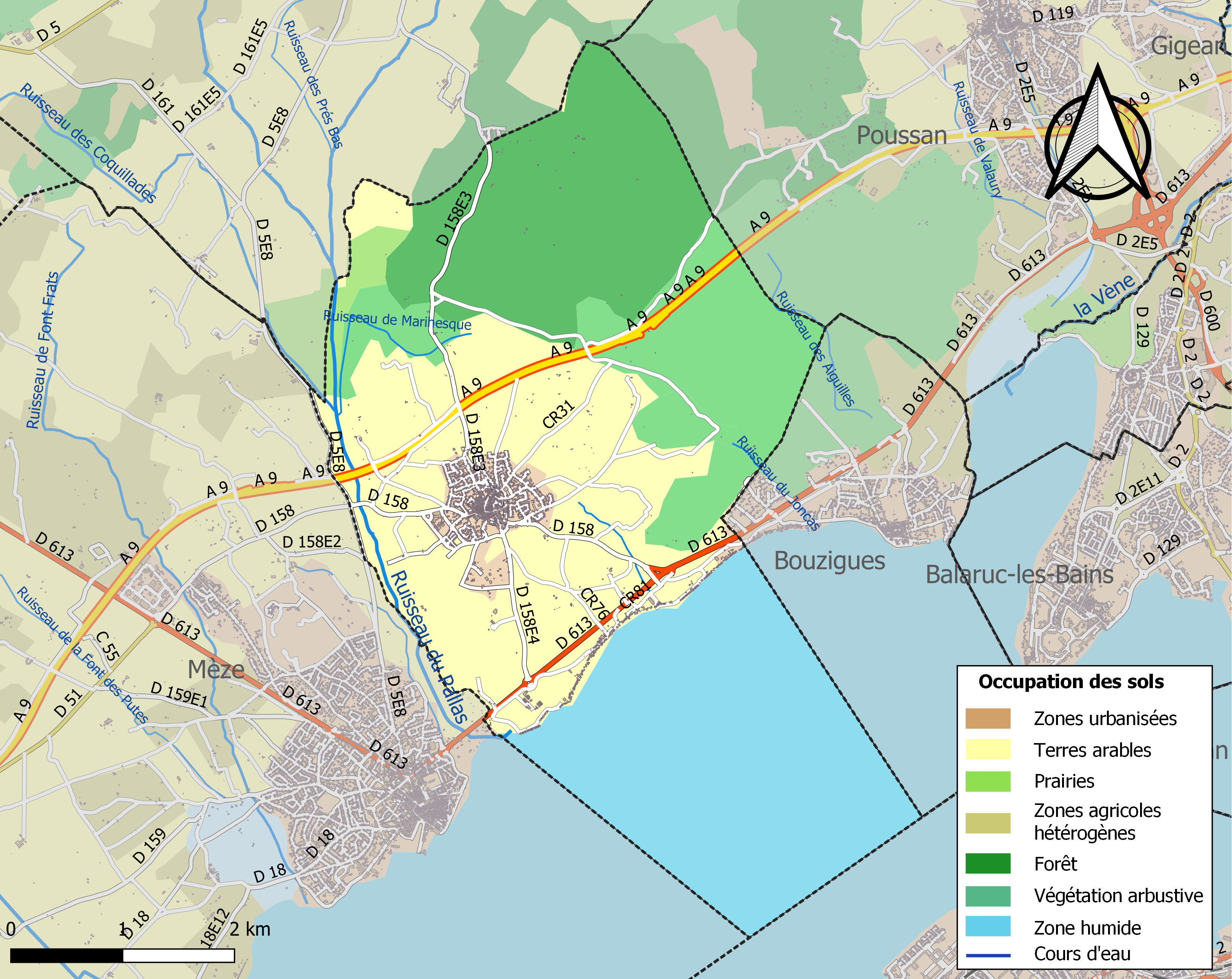
Carte des infrastructures et de l'occupation des sols de la commune en 2018 (CLC).

### Risques majeurs
Le territoire de la commune de Loupian est vulnérable à différents aléas naturels : météorologiques (tempête, orage, neige, grand froid, canicule ou sécheresse), inondations, feux de forêts et séisme (sismicité faible). Il est également exposé à un risque technologique, le transport de matières dangereuses, et à deux risques particuliers : le risque minier et le risque de radon. Un site publié par le BRGM permet d'évaluer simplement et rapidement les risques d'un bien localisé soit par son adresse soit par le numéro de sa parcelle.

#### Risques naturels
Certaines parties du territoire communal sont susceptibles d’être affectées par le risque d’inondation par débordement de cours d'eau, notamment le ruisseau de Pallas. La commune a été reconnue en état de catastrophe naturelle au titre des dommages causés par les inondations et coulées de boue survenues en 1982, 1984, 1990, 1997, 1999, 2002, 2016 et 2019,.
Loupian est exposée au risque de feu de forêt. Un plan départemental de protection des forêts contre les incendies (PDPFCI) a été approuvé en juin 2013 et court jusqu'en 2022, où il doit être renouvelé. Les mesures individuelles de prévention contre les incendies sont précisées par deux arrêtés préfectoraux et s’appliquent dans les zones exposées aux incendies de forêt et à moins de 200 mètres de celles-ci. L’arrêté du 25 avril 2002 réglemente l'emploi du feu en interdisant notamment d’apporter du feu, de fumer et de jeter des mégots de cigarette dans les espaces sensibles et sur les voies qui les traversent sous peine de sanctions. L'arrêté du 11 mars 2013 rend le débroussaillement obligatoire, incombant au propriétaire ou ayant droit,.

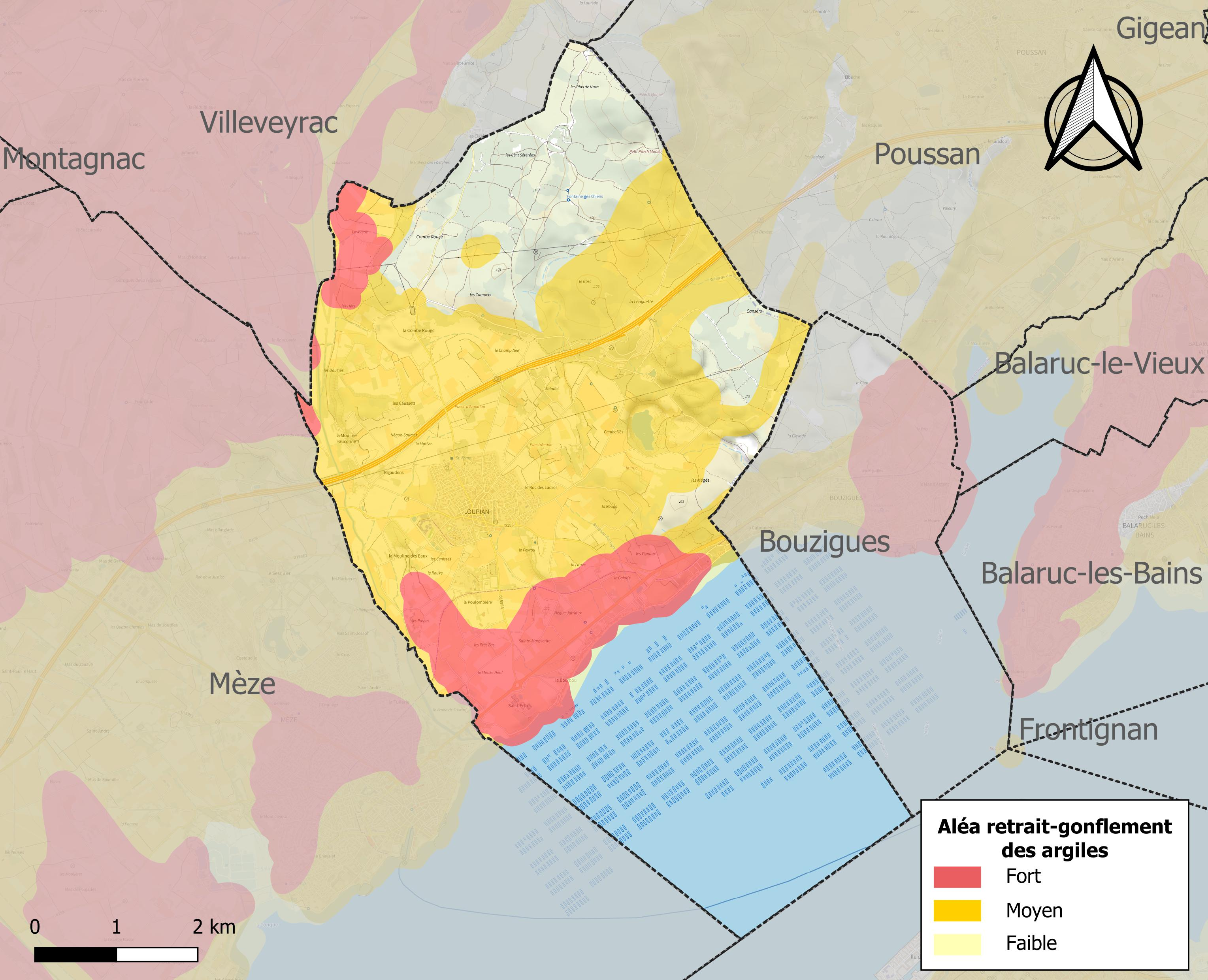
Carte des zones d'aléa retrait-gonflement des sols argileux de Loupian.

Le retrait-gonflement des sols argileux est susceptible d'engendrer des dommages importants aux bâtiments en cas d’alternance de périodes de sécheresse et de pluie. 56,1 % de la superficie communale est en aléa moyen ou fort (59,3 % au niveau départemental et 48,5 % au niveau national). Sur les 1 074 bâtiments dénombrés sur la commune en 2019, 1 062 sont en aléa moyen ou fort, soit 99 %, à comparer aux 85 % au niveau départemental et 54 % au niveau national. Une cartographie de l'exposition du territoire national au retrait gonflement des sols argileux est disponible sur le site du BRGM,.
Par ailleurs, afin de mieux appréhender le risque d’affaissement de terrain, l'inventaire national des cavités souterraines permet de localiser celles situées sur la commune.
Concernant les mouvements de terrains, la commune a été reconnue en état de catastrophe naturelle au titre des dommages causés par la sécheresse en 2016, par des mouvements de terrain en 2016 et par des glissements de terrain en 1984.

#### Risques technologiques
Le risque de transport de matières dangereuses sur la commune est lié à sa traversée par des infrastructures routières ou ferroviaires importantes ou la présence d'une canalisation de transport d'hydrocarbures. Un accident se produisant sur de telles infrastructures est susceptible d’avoir des effets graves sur les biens, les personnes ou l'environnement, selon la nature du matériau transporté. Des dispositions d’urbanisme peuvent être préconisées en conséquence.

#### Risque particulier
L’étude Scanning de Géodéris réalisée en 2008 a établi pour le département de l’Hérault une identification rapide des zones de risques miniers liés à l’instabilité des terrains. Elle a été complétée en 2015 par une étude approfondie sur les anciennes exploitations minières du bassin houiller de Graissessac et du district polymétallique de Villecelle. La commune est ainsi concernée par le risque minier, principalement lié à l’évolution des cavités souterraines laissées à l’abandon et sans entretien après l’exploitation des mines.
Dans plusieurs parties du territoire national, le radon, accumulé dans certains logements ou autres locaux, peut constituer une source significative d’exposition de la population aux rayonnements ionisants. Certaines communes du département sont concernées par le risque radon à un niveau plus ou moins élevé. Selon la classification de 2018, la commune de Loupian est classée en zone 2, à savoir zone à potentiel radon faible mais sur lesquelles des facteurs géologiques particuliers peuvent faciliter le transfert du radon vers les bâtiments.

## Toponymie
La commune a été connue sous les variantes : alode de Lupiano (961), S. Severo in villa Lupiano (990), in castro Lupiano (1099), castello de Lupiano (1116).
Le nom Loupian dérive de celui d'un domaine gallo-romain Loppius augmenté du suffixe -anum.

## Histoire

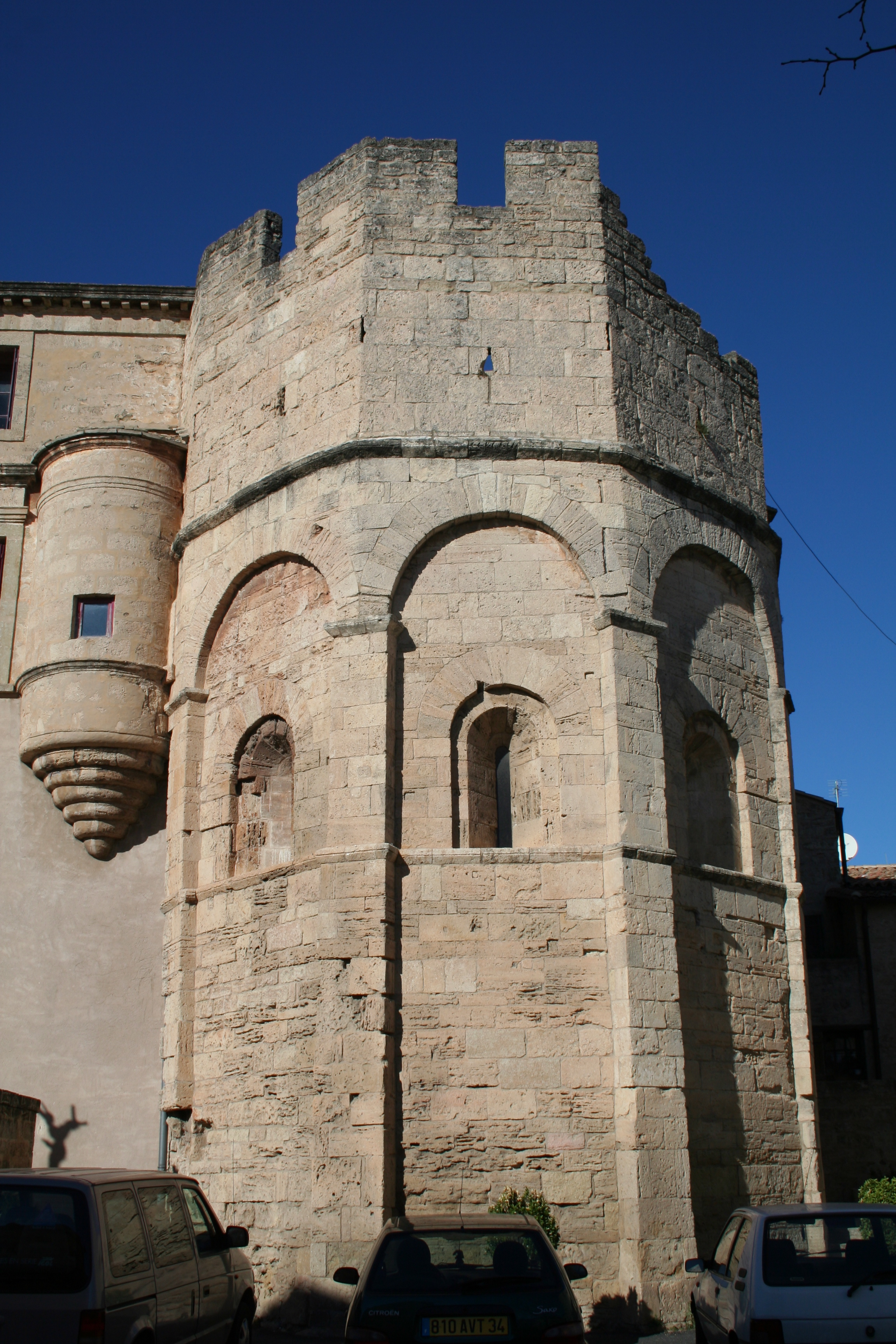
Chapelle Saint-Hippolyte de Loupian

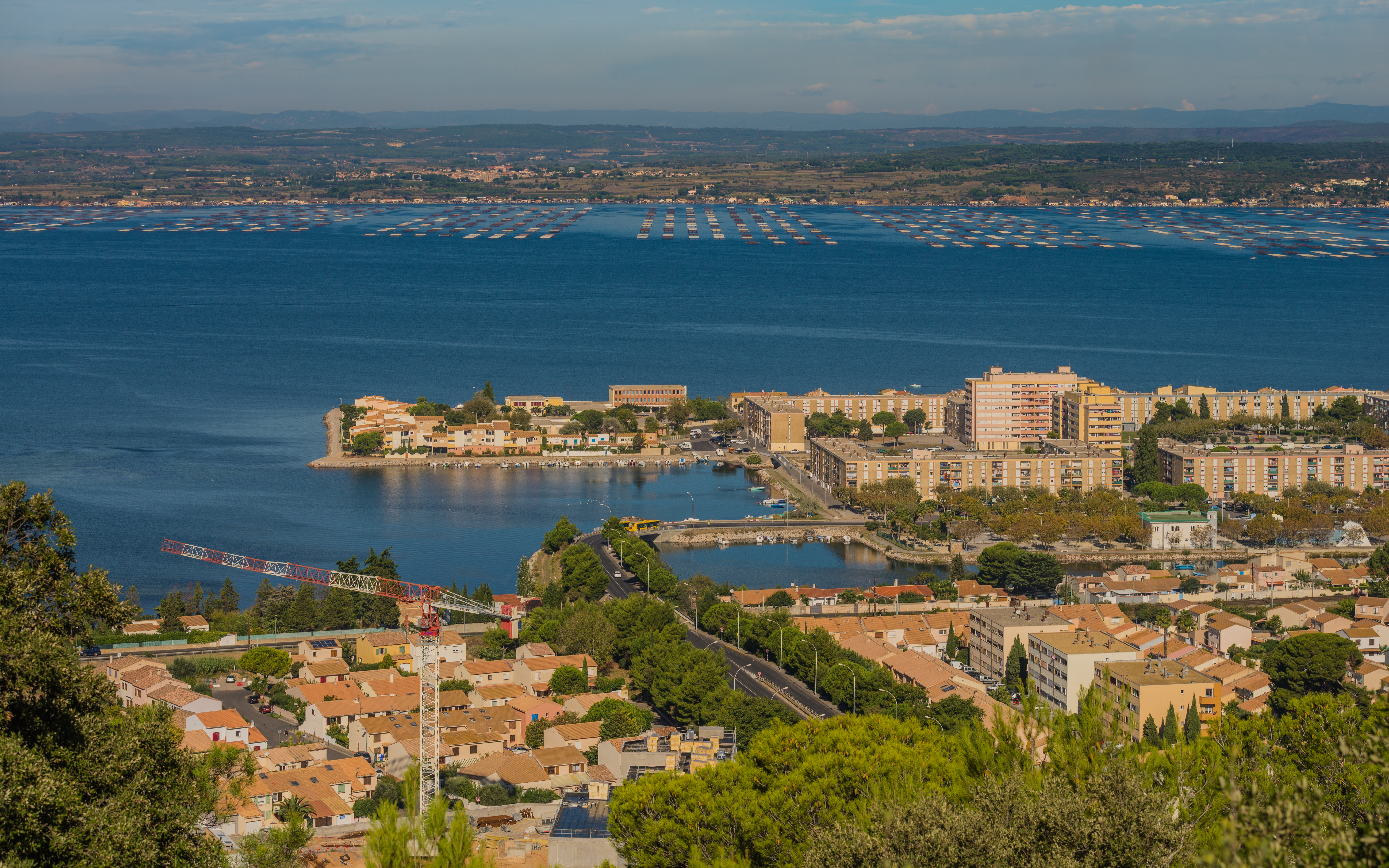
Loupian et l'étang de Thau depuis Sète.

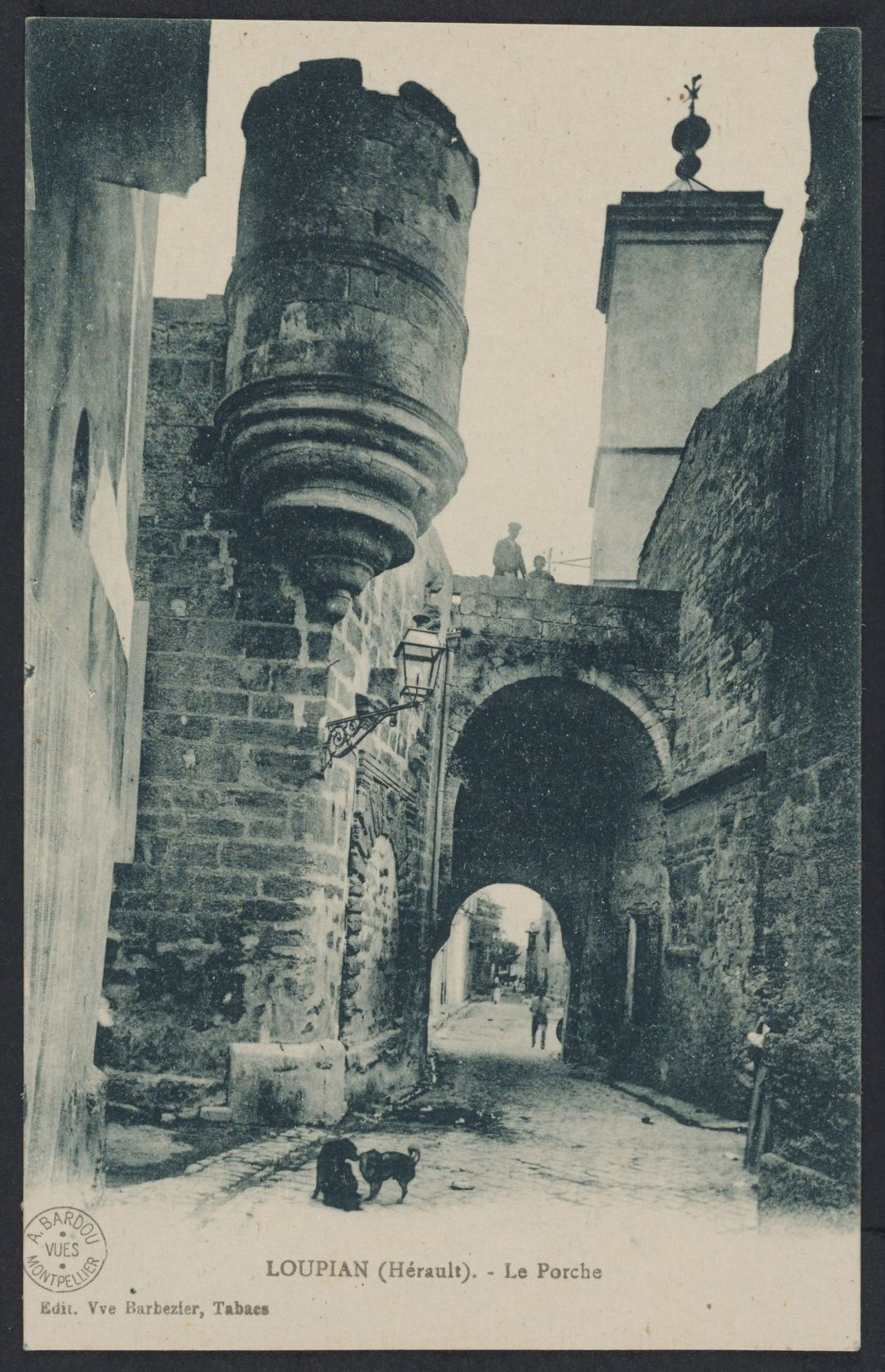
Carte postale du porche de la ville

Loupian doit-il son nom à l'envahisseur romain Lupus ?
L'origine des villages languedociens qui se succèdent dans la zone intermédiaire entre la garrigue et la mer ou les étangs, se reconnaissent à la terminaison de leurs noms en -an, -au et -argues ou -ergues. Les noms sont la transformation phonétique de l'adjectif, ou le nom donné par le propriétaire. Les désinences en "ac" désignent une origine gauloise. Dans les vignes des hordes de loups et renards faisaient de grands ravages. Peut-être avons-nous là les origines du nom du village de Loupian "Loup i an".
Le village de Loupian se trouve au sud du tracé de la via Domitia, dont un important tronçon très bien préservé a été exhumé dans la garrigue par l'INRAP en 2022. La partie centrale, mieux aménagée et où les convois militaires et officiels étaient prioritaires, mesure six mètres de large. La largeur totale de la route atteint dix-huit mètres en incluant les voies latérales, moins soigneusement aménagées. L'archéologie a également révélé la présence d'une très importante villa gallo-romaine destinée à la production de vin et à son exportation. Pour cela la villa possédait un atelier de productions d'amphores (estampillées M A F) et d'un port sur les rives de l'étang de Thau. Ce domaine est devenu au Ve siècle un domaine somptueux au sol couvert de mosaïques.
À quelques centaines de mètres de la villa et près de l'actuelle église Sainte-Cécile, on a retrouvé les restes d'une grande église paléochrétienne (20 m x 30 m), avec une cuve baptismale hexagonale et des pièces annexes. Plus tard une nécropole est créée sur  les terrains de cette église.
Au Moyen Âge, le village s'installe à quelques centaines de mètres de l'église paléochrétienne.
Il était entourée d'une muraille, englobant le château de Loupian (aujourd'hui mairie de la commune) et sa chapelle castrale (Saint-Hippolyte) de style roman.
La commune se trouvait sur le territoire de l'ancien diocèse d'Agde.
Lors de la Révolution française, les citoyens de la commune se réunissent au sein de la société révolutionnaire, baptisée « société populaire des Montagnards » en floréal an II.

## Politique et administration
| Période           | Période           | Identité                                          | Étiquette | Qualité |
| ----------------- | ----------------- | ------------------------------------------------- | --------- | --- |
| 20 février 1778   | 4 avril 1779      | Jean Baille                                       |           | Premier consul |
| 4 avril 1779      | 20 avril 1783     | Jean Bathélémy Renouvier                          |           | Premier consul; Avocat en parlement |
| 20 avril 1783     | août 1787         | Jean Baptiste Maigne                              |           | Premier consul ; Bourgeois |
| août 1787         | avril 1789        | Jean Maurice Baille                               |           | Premier consul |
| avril 1790        | 20 avril 1791     | Jean Pierre Bernard Charles Magne de Saint-Victor |           | Démisionne de sa charge de maire pour rester commandant de légion de Loupian (décret de l'Assemblée Nationale - "non cumul des mandats") |
| 21 mai 1791       | 27 décembre 1792  | Gabriel Antoine Rouquette                         |           | |
| 27 décembre 1792  | 1795              | Aymé Boussonnel                                   |           | |
| 1800              | 2 mai 1803        | Louis Henri Barescut                              |           | Démission |
| 2 mai 1803        | 1807              | Antoine Allié                                     |           | |
| 1808              | 1812              | Jean Pierre Bernard Charles Magne de Saint-Victor |           | |
| 1812              | 1825              | Jean Pierre Aymes                                 |           | Propriétaire |
| 1825              | 25 mars 1831      | Amédée Aymes                                      |           | Démission |
| 25 mars 1831      | 22 septembre 1840 | Joseph Marie Serane                               |           | |
| 22 septembre 1840 | 29 février 1848   | Antoine Allié                                     |           | |
| 29 février 1848   | mai 1848          | Antoine Pieyre                                    |           | |
| mai 1848          | 16 septembre 1848 | Cayla de Michelet                                 |           | |
| 16 septembre 1848 | mai 1851          | Antoine Pieyre                                    |           | |
| mai 1851          | 5 février 1852    | Paul Bénézech                                     |           | |
| 5 février 1852    | 28 août 1859      | Théagène d'Albenas                                |           | |
| 28 août 1859      | juillet 1866      | Calixte Bénézech                                  |           | |
| juillet 1866      | 8 juillet 1872    | Pierre Arnaud                                     |           | Démission |
| 8 juillet 1872    | 21 janvier 1878   | Léonce Moulin                                     |           | |
| 21 janvier 1878   | 7 mai 1878        | Antoine Fargues                                   |           | |
| 7 mai 1878        | 20 mai 1878       | Paulin Albernh                                    |           | Démission |
| 20 mai 1878       | décembre 1878     | Jean-Jacques Cavallier                            |           | |
| février 1879      | mai 1879          | Antoine Fargues                                   |           | |
| juin 1879         | 11 mai 1884       | Jean-Jacques Cavallier                            |           | |
| 11 mai 1884       | 25 octobre 1885   | Paul Bellivier                                    |           | Décédé dans l'exercice de ses fonctions le 25 octobre 1885 à 43 ans                                                                      |
| 29 novembre 1885  | 15 juin 1890      | Justinien Blachas                                 |           | |
| 15 juin 1890      | 29 mai 1892       | Jacques Henry                                     |           | |
| 29 mai 1892       | 13 novembre 1892  | Antoine Lapara                                    |           | Démission |
| 13 novembre 1892  | 17 mai 1896       | Jacques Vidal                                     |           | |
| 17 mai 1896       | 20 mai 1900       | Junior Courrieu                                   |           | |
| 20 mai 1900       | 29 juillet 1902   | Jacques Vidal                                     |           | Décédé dans l'exercice de ses fonctions le 29 juillet 1902 à 50 ans                                                                      |
| 14 septembre 1902 | 15 mai 1904       | Jacques Henry                                     |           | |
| 15 mai 1904       | 17 mai 1908       | Salvador Carrière                                 |           | Propriétaire |
| 17 mai 1908       | 16 mai 1912       | Raunier Jalabert                                  |           | |
| 16 mai 1912       | 24 juillet 1918   | Prosper Rouquette                                 |           | Décédé dans l'exercice de ses fonctions le 24 juillet 1919                                                                               |
| 28 septembre 1918 | janvier 1919      | Pierre Roques                                     |           | Conseiller municipal faisant fonction de maire                                                                                           |
| janvier 1919      | 17 mai 1925       | Henri Moulin                                      |           | Adjoint au maire avant la guerre. À son retour fait fonction de maire. Puis élu maire le 7 décembre 1919                                 |
| 17 mai 1925       | 19 mai 1929       | Prosper Baille,                                   | SFIO      | |
| 19 mai 1929       | 18 mai 1935       | Misaël Courrieu                                   |           | |
| 18 mai 1935       | 10 août 1941      | Léonce Bissane                                    |           | Dissolution du conseil municipal |
| 10 août 1941      | 19 mai 1945       | Jean Bompunt                                      |           | Président de la délégation spéciale nommée par le régime de Vichy                                                                        |
| 19 mai 1945       | 9 mai 1953        | Henri Assié,                                      | SFIO      | Électricien EDF |
| 9 mai 1953        | 27 mars 1965      | Jules Armengaud                                   |           | |
| 27 mars 1965      | 10 juin 1974      | Max Courrieu                                      |           | Décédé dans l'exercice de ses fonctions le 10 juin 1975                                                                                  |
| 17 juillet 1974   | 18 mars 1977      | Gervais Benezech,                                 |           | |
| 18 mars 1977      | mars 1983         | Jean Barescut                                     |           | Pierrette AIGON : première femme élue à Loupian en tant qu'adjointe au maire le 18 mars 1978                                             |
| mars 1983         | octobre 1988      | Aimé Albernhe                                     |           | |
| octobre 1988      | mars 1989         | Paul Barbezier                                    |           | |
| mars 1989         | juin 1995         | Yvan Montagnani                                   |           | |
| juin 1995         | avril 2014        | Christian Turrel                                  | PS        | Ingénieur international retraité |
| avril 2014        | En cours          | Alain Vidal                                       | PS        | Agriculteur retraité |

La commune s’est trouvée au centre d’une polémique lorsque le maire a utilisé la loi du 5 juillet 2011 sur les hospitalisations psychiatriques sans consentement. En effet, le 26 mars 2012, un militant, dénonçant le déclassement de l’unique zone terrestre Natura 2000 du village, a tenté une action non violente, et s'est vu hospitalisé d'office à la suite d'un arrêté municipal. Il s'était enchaîné à la grille (non prévue pour supporter le poids d'un homme) d'un puits dans l'enceinte de l'hôtel de ville, mettant ainsi sa vie en danger.

### Tendances politiques et résultats
| Scrutin             | Scrutin             | 1er tour | 1er tour | 1er tour | 1er tour | 1er tour    | 1er tour | 1er tour | 1er tour   | 1er tour | 1er tour | 1er tour   | 1er tour | 2d tour | 2d tour | 2d tour | 2d tour | 2d tour | 2d tour |
| Scrutin             | Scrutin             | 1er      | 1er      | %        | 2e       | 2e          | %        | 3e       | 3e         | %        | 4e       | 4e         | %        | 1er     | 1er     | %       | 2e      | 2e      | %       |
| ------------------- | ------------------- | -------- | -------- | -------- | -------- | ----------- | -------- | -------- | ---------- | -------- | -------- | ---------- | -------- | ------- | ------- | ------- | ------- | ------- | ------- |
| Présidentielle 2017 | Présidentielle 2017 |          | FN       | 33,36    |          | LFI         | 20,38    |          | EM         | 19,32    |          | LR         | 13,19    |         | FN      | 52,20   |         | EM      | 47,80   |
| Présidentielle 2022 | Présidentielle 2022 |          | RN       | 32,90    |          | LREM        | 18,10    |          | LFI        | 17,74    |          | REC        | 10,52    |         | RN      | 60,41   |         | LREM    | 39,59   |
| Législatives 2022   | 4e                  |          | RN       | 31,15    |          | LFI (NUPES) | 21,44    |          | LREM (ENS) | 14,25    |          | PS (diss.) | 12,61    |         | RN      | 57,00   |         | LFI     | 43,00   |
| Législatives 2024   | 4e                  |          | RN       | 53,54    |          | LFI (NFP)   | 25,28    |          | HOR (ENS)  | 18,82    |          | REC        | 1,50     |         | RN      | 63,22   |         | LFI     | 36,78   |

## Démographie
Au dernier recensement, la commune comptait 2179 habitants.
| 1793 | 1800 | 1806 | 1821  | 1831  | 1836  | 1841  | 1846  | 1851  |
| ---- | ---- | ---- | ----- | ----- | ----- | ----- | ----- | ----- |
| 864  | 899  | 933  | 1 064 | 1 174 | 1 191 | 1 104 | 1 187 | 1 223 |

| 1856  | 1861  | 1866  | 1872  | 1876  | 1881  | 1886  | 1891  | 1896  |
| ----- | ----- | ----- | ----- | ----- | ----- | ----- | ----- | ----- |
| 1 117 | 1 235 | 1 287 | 1 326 | 1 409 | 1 028 | 1 093 | 1 050 | 1 082 |

| 1901  | 1906  | 1911  | 1921  | 1926  | 1931  | 1936  | 1946 | 1954 |
| ----- | ----- | ----- | ----- | ----- | ----- | ----- | ---- | ---- |
| 1 116 | 1 120 | 1 036 | 1 248 | 1 187 | 1 171 | 1 116 | 888  | 917  |

| 1962 | 1968 | 1975 | 1982  | 1990  | 1999  | 2005  | 2006  | 2010  |
| ---- | ---- | ---- | ----- | ----- | ----- | ----- | ----- | ----- |
| 871  | 901  | 934  | 1 113 | 1 289 | 1 483 | 2 033 | 2 057 | 2 092 |

| 2015  | 2020  | 2022  | - | - | - | - | - | - |
| ----- | ----- | ----- | - | - | - | - | - | - |
| 2 161 | 2 206 | 2 179 | - | - | - | - | - | - |

## Économie

### Revenus
En 2018, la commune compte 930 ménages fiscaux, regroupant 2 223 personnes. La médiane du revenu disponible par unité de consommation est de 20 720 € (20 330 € dans le département). 44 % des ménages fiscaux sont imposés (45,8 % dans le département).

### Emploi
|                | 2008   | 2013   | 2018   |
| -------------- | ------ | ------ | ------ |
| Commune        | 10,7 % | 11 %   | 10,2 % |
| Département    | 10,1 % | 11,9 % | 12 %   |
| France entière | 8,3 %  | 10 %   | 10 %   |

En 2018, la population âgée de 15 à 64 ans s'élève à 1 377 personnes, parmi lesquelles on compte 78,7 % d'actifs (68,6 % ayant un emploi et 10,2 % de chômeurs) et 21,3 % d'inactifs,. En  2018, le taux de chômage communal (au sens du recensement) des 15-64 ans est inférieur à celui du département, mais supérieur à celui de la France, alors qu'en 2008 il était supérieur à celui du département.
La commune fait partie de la couronne de l'aire d'attraction de Montpellier, du fait qu'au moins 15 % des actifs travaillent dans le pôle,. Elle compte 497 emplois en 2018, contre 477 en 2013 et 460 en 2008. Le nombre d'actifs ayant un emploi résidant dans la commune est de 961, soit un indicateur de concentration d'emploi de 51,8 % et un taux d'activité parmi les 15 ans ou plus de 61,4 %.
Sur ces 961 actifs de 15 ans ou plus ayant un emploi, 190 travaillent dans la commune, soit 20 % des habitants. Pour se rendre au travail, 88,1 % des habitants utilisent un véhicule personnel ou de fonction à quatre roues, 1,3 % les transports en commun, 6,1 % s'y rendent en deux-roues, à vélo ou à pied et 4,5 % n'ont pas besoin de transport (travail au domicile).

### Activités hors agriculture

#### Secteurs d'activités
182 établissements sont implantés  à Loupian au 31 décembre 2019. Le tableau ci-dessous en détaille le nombre par secteur d'activité et compare les ratios avec ceux du département,.
| Secteur d'activité                                                                                        | Commune | Commune | Département |
| Secteur d'activité                                                                                        | Nombre  | %       | %           |
| --- | ------- | ------- | ----------- |
| Ensemble                                                                                                  | 182     | 100 %   | (100 %)     |
| Industrie manufacturière, industries extractives et autres                                                | 11      | 6 %     | (6,7 %)     |
| Construction                                                                                              | 48      | 26,4 %  | (14,1 %)    |
| Commerce de gros et de détail, transports, hébergement et restauration                                    | 53      | 29,1 %  | (28 %)      |
| Information et communication                                                                              | 2       | 1,1 %   | (3,3 %)     |
| Activités financières et d'assurance                                                                      | 1       | 0,5 %   | (3,2 %)     |
| Activités immobilières                                                                                    | 6       | 3,3 %   | (5,3 %)     |
| Activités spécialisées, scientifiques et techniques et activités de services administratifs et de soutien | 25      | 13,7 %  | (17,1 %)    |
| Administration publique, enseignement, santé humaine et action sociale                                    | 21      | 11,5 %  | (14,2 %)    |
| Autres activités de services                                                                              | 15      | 8,2 %   | (8,1 %)     |

Le secteur du commerce de gros et de détail, des transports, de l'hébergement et de la restauration est prépondérant sur la commune puisqu'il représente 29,1 % du nombre total d'établissements de la commune (53 sur les 182 entreprises implantées  à Loupian), contre 28 % au niveau départemental.

#### Entreprises et commerces
Les cinq entreprises ayant leur siège social sur le territoire communal qui génèrent le plus de chiffre d'affaires en 2020 sont : 
- Pruvot Travaux Terrassements PTT, travaux de terrassement courants et travaux préparatoires (439 k€)
- BT Creation, travaux de menuiserie bois et PVC (86 k€)
- Garage Du Centre Pere Et Fils, entretien et réparation d'autres véhicules automobiles (82 k€)
- Chez Steph Et Eve, commerce de détail de poissons, crustacés et mollusques en magasin spécialisé (45 k€)
- MCJ, supports juridiques de gestion de patrimoine immobilier (21 k€)

Les deux principales activités de Loupian sont la viticulture et l'ostréiculture dans l'étang de Thau.
Les raisins de tables.
L'Exposition coloniale de Marseille a eu l'heureuse inspiration d'organiser, le 27 octobre 1906, dans un cadre ravissant d'harmonie et de beauté, un concours de raisins tardifs qui a obtenu le plus lègitime succès.
Les horticulteurs de notre si vivant littoral ont compris l'intérêt offert par cette spécialité de culture et ont présenté à ce concours leurs plus magnifiques spécimens.
Le programme comprenait dans les espèces noires: 1° Le Loupian; L'Olivette; Le Gros Guillaume ou Nanuge; Le Creiscent.
Le Loupian provient de la localité de ce nom, située sur les bords de l'étang de Thau. Sa grappe est irréprochable, ses grains volumineux sont d'un noir pruiné pouvant la faire apprécier en Angleterre, en tant que variété tardive, à la suite des expéditions de raisins noirs envoyés en août et en septembre.
Par une heureuse coïncidence, le jour du concours de raisins tardifs se rendait à l'Exposition coloniale une délégation d'environ cent cinquante notabilités commerciales et industrielles anglaises lesquelles n'ont pas manqué d'admirer la superbe collection de raisins exposés.
Source: Journal des Viticulteurs & Agriculteurs du 20 février 1907. Article de V.M. Milan. Insertion: Pierre Primaut, décembre 2014.

### Agriculture
La commune est dans la « Plaine viticole », une petite région agricole occupant la bande côtière du département de l'Hérault. En 2020, l'orientation technico-économique de l'agriculture  sur la commune est la viticulture.
|               | 1988 | 2000 | 2010 | 2020 |
| ------------- | ---- | ---- | ---- | ---- |
| Exploitations | 122  | 59   | 18   | 17   |
| SAU (ha)      | 499  | 262  | 137  | 147  |

Le nombre d'exploitations agricoles en activité et ayant leur siège dans la commune est passé de 122 lors du recensement agricole de 1988  à 59 en 2000 puis à 18 en 2010 et enfin à 17 en 2020, soit une baisse de 86 % en 32 ans. Le même mouvement est observé à l'échelle du département qui a perdu pendant cette période 67 % de ses exploitations,. La surface agricole utilisée sur la commune a également diminué, passant de 499 ha en 1988 à 147 ha en 2020. Parallèlement la surface agricole utilisée moyenne par exploitation a augmenté, passant de 4 à 9 ha.

## Culture locale et patrimoine

### Lieux et monuments

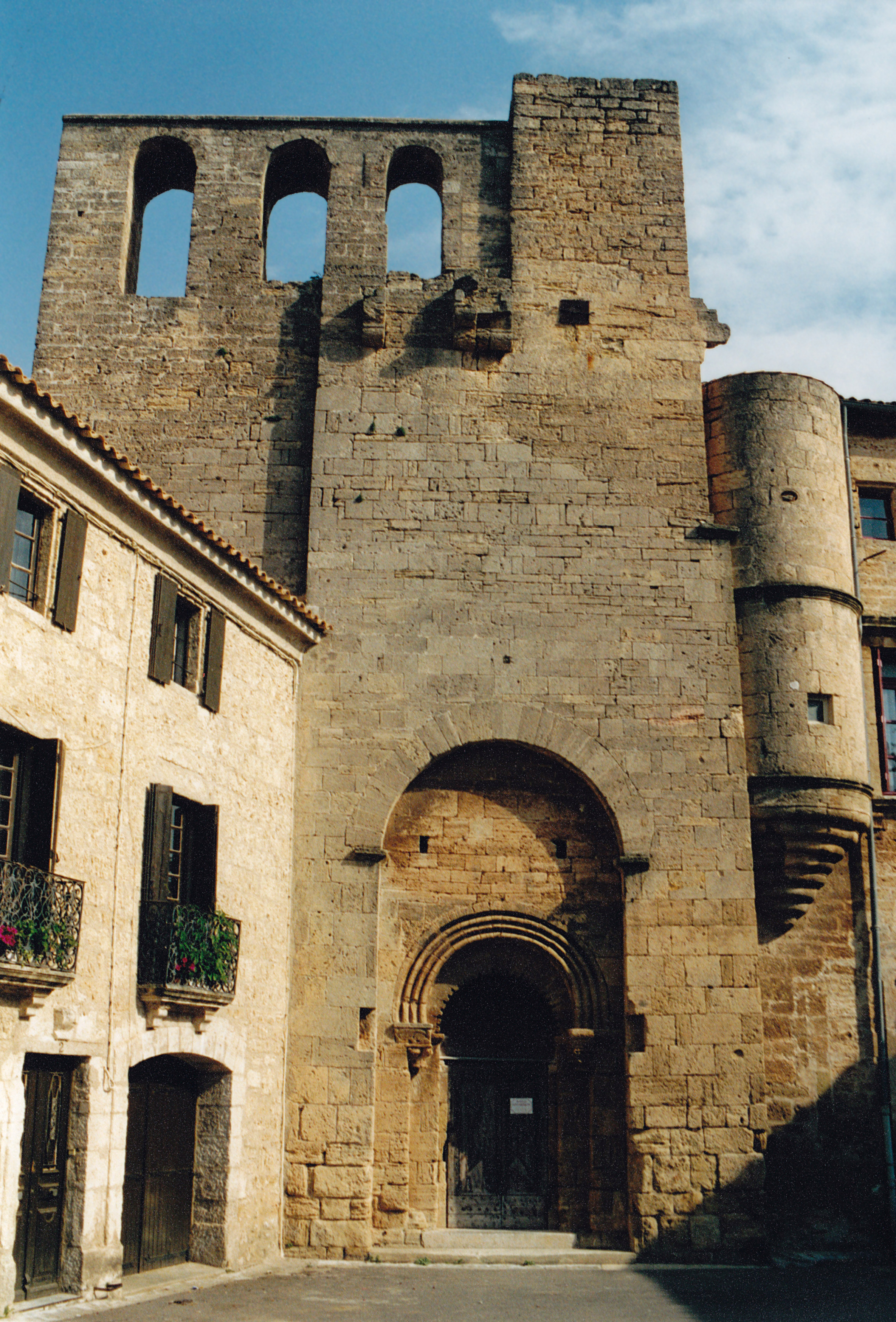
Chapelle Saint-Hippolyte de Loupian

#### Chapelle Saint-Hippolyte
L'église castrale Saint-Hippolyte (ou chapelle Saint-Hippolyte) est de style roman (XIe et XIIe siècles). L'édifice a été classé au titre des monuments historiques en 1923.
La chapelle présente plusieurs éléments remarquables :
- le portail orné d'un arc festonné surmonté d'un arc outrepassé ;
- le chevet fortifié de forme polygonale ;
- l'abside, couverte par une voûte en cul-de-four, réalisée à l'aide de petits blocs rectangulaires. Sous la voûte, quatre arcs toriques se croisent deux à deux, comme pour dessiner une schématique croisée d'ogive.

L'histoire de l'église Saint-Hippolyte est présentée dans une brochure du Cercle historique loupianais.

#### Église Sainte-Cécile

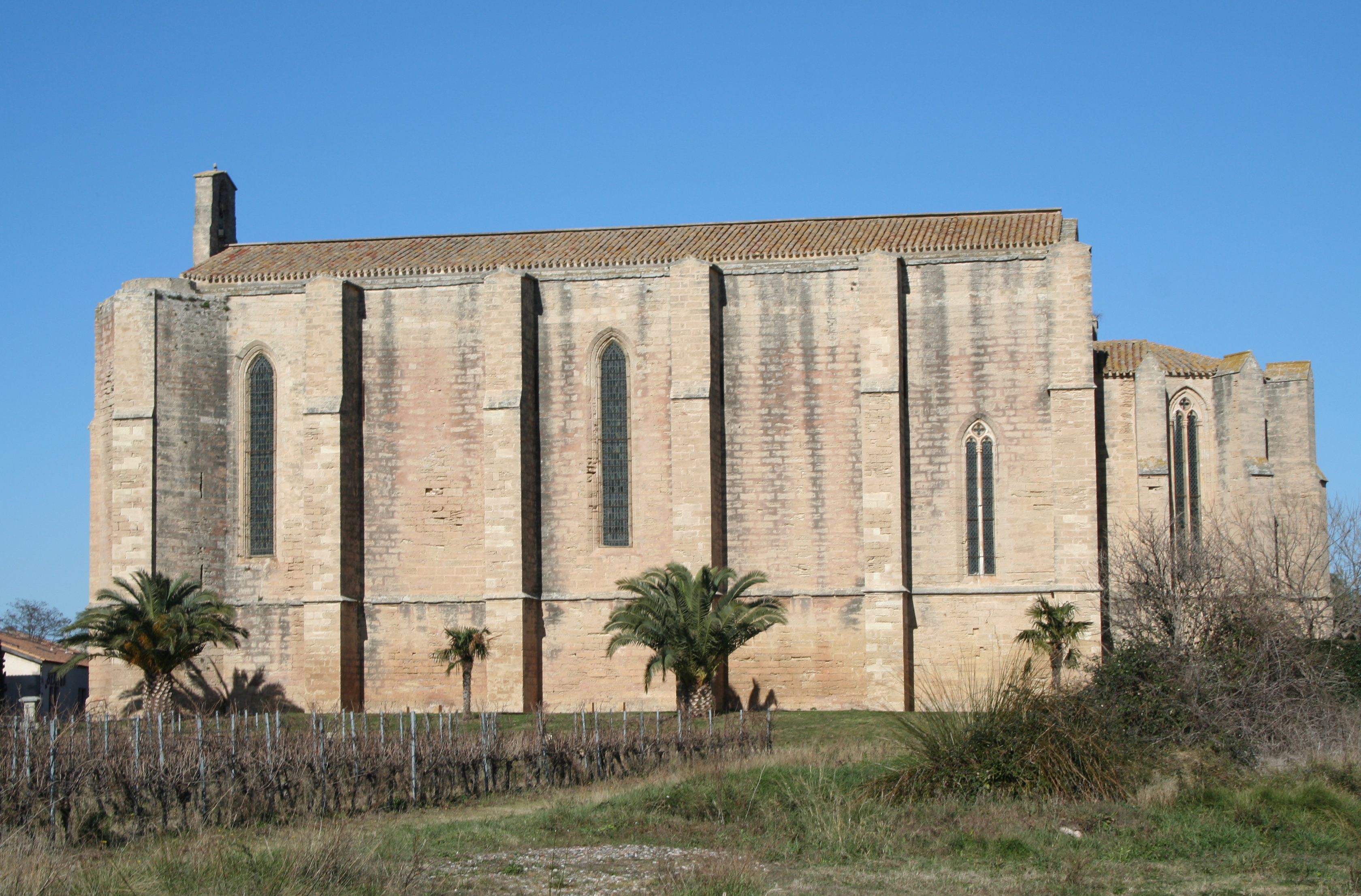
Sainte-Cécile

L'église Sainte-Cécile est mentionnée pour la première fois dans une charte en 1099.
L'édifice a été classé au titre des monuments historiques en 1949.
L'analyse stylistique de l'édifice replace la campagne de reconstruction, effectuée d'un seul jet, dans la première moitié du Xe siècle) : l'église est de style gothique méridional.
En 1615, une tribune est construite sur le revers de la façade occidentale et la couverture de la nef est entièrement refaite.
En 1862, la rosace occidentale et quatre fenêtres ont été restaurées et garnies de nouveaux vitraux. Le clocheton de la façade occidentale et la tourelle d'escaliers ont été exhaussés en 1864.
L'église paroissiale Sainte-Cécile (c'est la Grande Église pour les Loupianains) : son histoire est présentée dans la brochure du Cercle Historique Loupianais. 
La cloche de Sainte-Cécile datée de 1731 et classée MH en date du 4 mai 1961 : son histoire est présentée dans la brochure du Cercle Historique Loupianais.

#### Autres[99]
- Villa gallo-romaine des Prés Bas - Mosaïque (art).

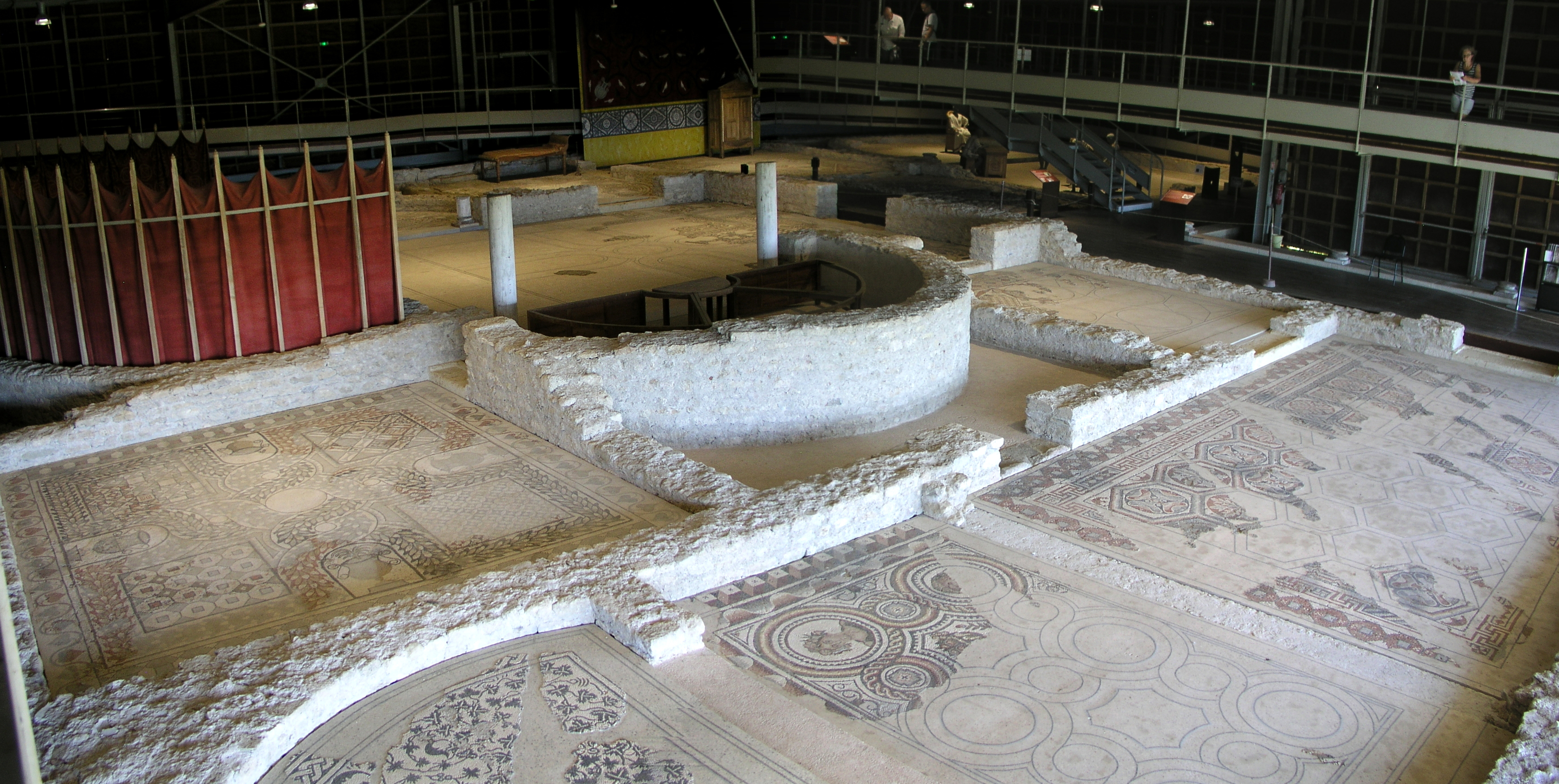
Vue d'ensemble du musée de site de la villa gallo-romaine des Prés Bas à Loupian (Hérault).

- Restes de l'église paléochrétienne de Sainte-Cécile.
- Maisons anciennes.
- Croix de missions
- Maison hantée ("villa des Tilleuls"), située au milieu des vignes[100].

Chapelle des Pénitents Blancs. Le Caffarot, passage voûté  (extrait de la brochure Les Pénitents Blancs de Loupian). Cette chapelle était située dans l'enclos du village proche de la petite église romane. La provenance des documents trouvés " dans le Chapitre de l'Église Cathédrale d'Alais " nous autorise à penser que nous avons là la chapelle primitive du prieuré de Sainte-Cécile.

À la fin du XVIIe siècle cette chapelle appartenait à la confrérie de la Compagnie des frères pénitents blancs de Loupian.
L'an mil six cent quatre-vingt-six et le huitième jour du mois de septembre la dite confrérie vend la chapelle au vénérable chapitre de l'église collégiale Notre-Dame-du-Sablon-e- Saint-Pierre-de-Psalmody de la ville d'Aigues-Mortes, moyennant le prix et somme de deux cent cinquante livres.
Aujourd'hui devenue une habitation, il ne subsiste que sa porte murée sur la façade nord et deux petites fenêtres sur la façade située au couchant.
L'église Notre-Dame, rue du Docteur-Magne (extrait de la brochure, les Pénitents Blancs de Loupian). Cette église a été édifiée fin du XVIIe siècle par et pour les Pénitents Blancs sur le fonds donné par feu Jean Bouisse situé entre " La Grand-rue et la muraille de la ville. Connue aujourd'hui sous le vocable de " Notre-Dame " d'une longueur de 10 cannes pour une largeur de 3 cannes 3 pouces, sa construction a été réalisée par Antoine Fain maître maçon de Méze.
Les matériaux utilisés dans la construction proviennent des villages environnants ; la pierre de la carrière des Aires de Loupian, la chaux de Gigean ou de Villemagne, les tuiles et briques de Gigean et Mèze et le bois de Mèze.

Devenue une habitation après de nombreuses transformations, il ne subsiste que la façade principale dont la porte en bois d'aulne avait treize pans de hauteur et sept pans de largeur. De chaque côté de cette porte deux pilastres avaient au sommet " la figure d'un pénitent agenouillé ". Au-dessus de cette porte une corniche un dôme abritait une croix. Sur la façade et au centre, une lune de sept pans de diamètre était vitrée. Au haut de " la muraille " un clocher a été réalisé pour y mettre l'ancienne cloche de la chapelle vendue en 1686.

" Tout lequel travail le dit Antoine Fain promet et s'oblige avoir terminé pour le dixième jour du mois d'avril 1688, moyennant la dite somme de mille cinquante livres ".
En janvier 1729, il y avait à Loupian deux confréries, la confrérie du très Saint Sacrement et la confrérie des Pénitents Blancs.
Le tineiral,  place de la Libération. ( extrait de la brochure Histoire du Prieuré de Sainte-Cécile  ). Le tineiral du chapitre de l'église cathédrale d'Alais était situé entre l'abside de la petite chapelle romane et la chapelle des Pénitents. Tineiral en occitan désigne une cave à vin. L'an mil sept cent quatre-vingt dix et le quinze janvier par devant le notaire royal Barescut, maître Jean Antoine Fulcrand Thomas prêtre curé du dit Loupian, procureur fondé du vénérable chapitre royal et cathédrale d'Alais avec l'autorisation de monsieur le sénéchal de Béziers, vend à messire François Laurent d'Albenas une albergue de deux onces de cire établie sur une maison qui a appartenu à François Pieyre et maintenant à Jean-Pierre Lourdou, ainsi qu'un hangar appelé " tineiral " avec un espace de terre et le magasin joignant le tout, au prix de six cents livres.
Aujourd'hui les vestiges du tineiral sont visibles place de la Libération. Au bas de la façade de la maison des époux Lourdou subsiste une " coupe transversale " du tineiral.
La voûte située au bas des escaliers était une des quatre cuves à vin, l'autre voûte servait d'accès au puisard pour décuver.
Dans le garage de la même maison, on peut voir la paroi d'une cuve très bien conservée.
Histoire de la cloche SANCTA CECILIA  de l'église Paroissiale Sainte-Cécile de Loupian " 1731-2014  " 283 ans.
" Mon âme a vibré à la voix des cloches dont le chant grave a bercé le sommeil de mes morts "
Louis Frédéric Rouquette.
Epigraphie campanaire non religieuse et locale présente sur la cloche: SANCTA CECILIA PRO NOBIS MR ROGER DE MONTAVLT PAREIN MME IEANNE DE MILHAV DE MONTAVLT MARRENE PIERRE MOVLIN IEAN DVRRANC PIERRE PI CONSVLS I GOR MA FAIT LAN 1731.
Cette cloche a été fondée en la ville de Pézenas par Jacques Gor alors fondeur à Montpellier et dont le père Pierre Gor était maître fondeur à Pézenas.
Si l'on se réfère à la date indiquée sur la cloche elle a bien été réalisée en 1731 et mise en place après la délibération consulaire du quinze avril de l'an dix sept cent trente et un.
Classement monument historique : d'un diamètre de 76 cm, cette cloche en bronze est classée Monument Historique (protection MH) en date du 5 avril 1961.
Des compléments d'informations permettent de connaître plus précisément l'histoire de la cloche présente  depuis 1731 dans le clocher  de l'église paroissiale Sainte-Cécile de Loupian. Ces compléments sont extraits des recherches effectuées par Pierre Primaut en juillet et août 2014 sur l'Histoire de Loupian.

### Personnalités liées à la commune
La maison Renouvier est présente à Loupian depuis 1713, avec Jean-Marie né le 11 mars 1713, fils de Barthélèmy natif de Celleneuve et d'Elisabeth Maigne native de Loupian (mariés en 1709). Dans la période allant de 1754 à 1783 les Renouvier occupent la fonction de premier consul de Loupian. 

Les Renouvier s'installent à Montpellier avec Jean Antoine qui épouse Marie Agathe Élisabeth Crassous.
Ils seront propriétaires fonciers, avocat, archéologue, philosophe; ils occuperont diverses fonctions publiques.
Les Renouvier seraient d'origine protestante et toujours farouchement anti-catholiques (c'est le cas de Charles le philosophe).
À Montpellier un boulevard porte leurs noms, à Loupian, une modeste rue rappelle leurs origines.

### Animal totémique
Comme beaucoup de villages de l'Hérault, Loupian a un animal totémique : le Loup, qui sort les jours de fêtes et lors du Carnaval. C'est l'emblème du village. L'origine du loup est probablement liée au latin lupus, faisant écho à l'ancien nom romain du village, Lupianus. Le loup est constitué d'une charpente en bois recouverte d'une toile marron épaisse. Sur les flancs de l'animal sont peints le blason du village ainsi que des cocardes tricolores. À l'avant, le loup est muni d'une mâchoire monstrueuse censée effrayer les enfants et pincer les jupes des jeunes femmes. Le loup est conduit par le « meneur », un homme habillé d'une veste noire, ceint d'une écharpe tricolore et coiffé d'un chapeau haut de forme. Le meneur distribue des coups de bâton au loup pour le faire avancer. Sous la carcasse de l'animal, 3 ou 4 hommes conduisent le loup, celui placé à l'avant fait claquer la mâchoire du loup à l'aide d'une corde actionnée depuis l'intérieur. Les élèves de l'école primaire ont d'ailleurs inventé deux légendes récemment.
Il existait autrefois un magnifique loup argenté et chef de sa meute. Il était convoité par tous les chasseurs de la région. Le comte de Loupian décida de tenter sa chance et se lança à sa poursuite pour le capturer. Il découvrit sa tanière et fut presque en mesure de le capturer lorsqu'un groupe de lépreux, exclus du village, décidèrent de cacher le loup parmi eux. Ne voulant être contaminé, le comte abandonna sa chasse. Le loup reconnaissant envers les lépreux se mit à leur service. Un jour des sarrasins décidèrent d'assiéger la ville. Ils arrivèrent la nuit aux portes de la ville et décidèrent d'attaquer à l'aube. Un lépreux au courant demanda de l'aide au loup. Sa bien-aimée, saine, habitait dans le village et voulait trouver un moyen de la protéger. Ainsi le loup et sa meute décidèrent de s'installer près du campement des sarrasins et hurlèrent à la mort toute la nuit. Le matin venu, les agresseurs prirent la fuite pensant ce village maudit. Le comte reconnaissant décida d'arrêter la chasse. Le lépreux comme par magie fut guéri et pu rejoindre sa bien aimée. C'est ainsi que le loup est devenu l'animal totémique de ce village.

### Héraldique
| Armes de Loupian | Les armes de Loupian se blasonnent ainsi : d'azur à un loup d'argent sur une terrasse de sinople |